# Joust
Joust — аркадная игра, созданная компанией Williams Electronics в 1982 году.

## Игровой процесс
Общая картина представляет гонки на страусах по двух- или трёхуровневому этажу в пределах одного экрана. Внизу — вода или лава, в зависимости от уровня (правда, для игрока это значения не имеет, утонуть можно и там, и там). Принцип игры: надо задеть лапами оппонента, напрыгнув сверху и не допустить, чтобы это сделали с тобой.

## Отзывы
| Сводный рейтинг | Сводный рейтинг |
| Агрегатор       | Оценка          |
| --------------- | --------------- |
| GameRankings    | 65,33 %         |